# Блахер, Борис
Борис Блахер (нем. Boris Blacher; 22 января 1903, Нючжуан (ныне Инкоу), Китай — 30 января 1975, Берлин) — немецкий композитор, музыковед, педагог.

## Биография и творчество
Борис Блахер родился когда его родители жили в русскоязычной общине маньчжурского города Нючжуан (кит. 牛庄镇). Отец, Эдуард Блахер, родом из Ревеля, руководил отделениями русско-немецкого банка в Китае, Сибири и Маньчжурии. Мать — Хелене Блахер (урожденная Вульф), немка. Борис Блахер учился в школе в городах Яньтай и Ухань, Иркутске и Харбине. Овладел бегло немецким, русским, английским, китайским и итальянским языками. Учился играть на скрипке и фортепиано. Интересовался оперным театром и работал в качестве практиканта на разных сценах.
В 1922 году через Шанхай и Париж попал в Берлин. Сначала изучал архитектуру и математику, с 1924 года начал высшее музыкальное образование (среди его учителей, в частности, Фридрих Эрнст Кох).
В 1925 году создал музыку к кинофильму о Бисмарке, в 1927 году три пьесы для флейты, двух кларнетов и ударных, в 1929  году камерную дадаистическую оперу «Хабемеаяя» (эст. Habemeajaja — Парикмахер). Зарабатывал на жизнь уроками музыки, сочинением развлекательной музыки, а также как тапёр в кинотеатрах.
В 1937 году Берлинский филармонический оркестр под управлением Карла Шурихта исполнил его Concertante Musik für Orchester (Концертную музыку для оркестра). Блахер стал педагогом в Дрезденской консерватории, но в 1939 г. был уволен, так как выступил в защиту музыки Арнольда Шёнберга, Пауля Хиндемита и Дариюса Мийо.
После второй мировой войны создал многие сочинения, в том числе популярные «Вариации на тему Паганини» для оркестра (1947). Ему принадлежат в общей сложности 14 опер, 9 балетов, концерты для фортепиано, скрипки, альта, виолончели, трубы, кларнета, симфонии, кантаты, произведения для хора и камерных ансамблей и песни. В своих сочинениях пользовался собственной системой «переменного метра». Большинство его произведений атональны, но благодаря яркой инструментовке и безмятежному настроению это не мешало им пользоваться массовым признанием. В 1960 году Блахер занялся электронной музыкой. Интересовался также джазом.
Преподавал в классе композиции в Международном музыкальном институте (Берлин-Целендорф). В 1948 году был назначен профессором Берлинской высшей школы музыки, в 1953—1971 гг. её директор. К числу его учеников принадлежали такие известные композиторы, как Готфрид фон Айнем, Джордж Крам, Арне Мелльнес, Юн Исан, Франсис Бурт, Клаус Хубер, Гюнтер Кохан и Ариберт Райман.

## Семья
Женой Бориса Блахера была пианистка Герта Блахер-Герцог (род. 1922). Из четырёх детей двое выбрало профессию артиста: сын Коля (род. 1963) стал скрипачом, дочь Татьяна (род. 1956) актрисой.

## Избранные сочинения
- Симфония (1938)
- Струнный квартет No. 2 (1940)
- Княжна Тараканова, опера (1940)
- Великий Инквизитор (Der Großinquisitor, op. 21), оратория для баритона, хора и оркестра по мотивам поэмы Ф. М. Достоевского (1942)
- Ромео и Джульетта, камерная опера по Шекспиру (1943)
- Концерт для скрипки (1948)
- Гамлет, балет по Шекспиру (1949)
- Немецкие сказки, балет-опера (1949/1952)
- Лисистрата, балет по Аристофану (1950)
- Концерт для фортепиано No. 2 (1952)
- Абстрактная опера No.1 (1953)
- Концерт для альта, Op. 48 (1954)
- Венецианский мавр, балет по Шекспиру (1955)
- Концерт для виолончели (1964, премьерное исполнение — Зигфрид Пальм)
- Тристан, балет (1965)
- Anacaona, шесть стихотворений Альфреда Теннисона (1969)
- Ивонна, принцесса бургундская, опера по драме Гомбровича (1973)
- Поэма для расширенного оркестра (1974, посв. Татьяне Гзовской)
- Вариации на тему Чайковского для виолончели и фортепиано (1974)
- 24 прелюдии для фортепиано (1974)